# 戈阿爾帕拉似鱗頭鰍
戈阿爾帕拉似鱗頭鰍為輻鰭魚綱鯉形目鰍科的其中一種，為熱帶淡水魚，分布於亞洲伊洛瓦底江、恆河、布拉馬普特拉河流域，體長可達4.4公分，棲息在溪流底層水域，生活習性不明。

## 扩展阅读
維基物種上的相關：戈阿爾帕拉似鱗頭鰍